# Miguel de Maria Márquez Calle
Miguel de Maria Márquez Calle (ur. 5 października 1965 w Plasencia) – hiszpański duchowny rzymskokatolicki, od 2021 generał karmelitów bosych.

## Życiorys
W 1983 wstąpił do zakonu karmelitańskiego, a w 1985 złożył profesję wieczystą. Święcenia kapłańskie przyjął w 1990. We wrześniu 2021 został wybrany na generała zakonu karmelitów bosych. 